# Tönnies Evers der Ältere

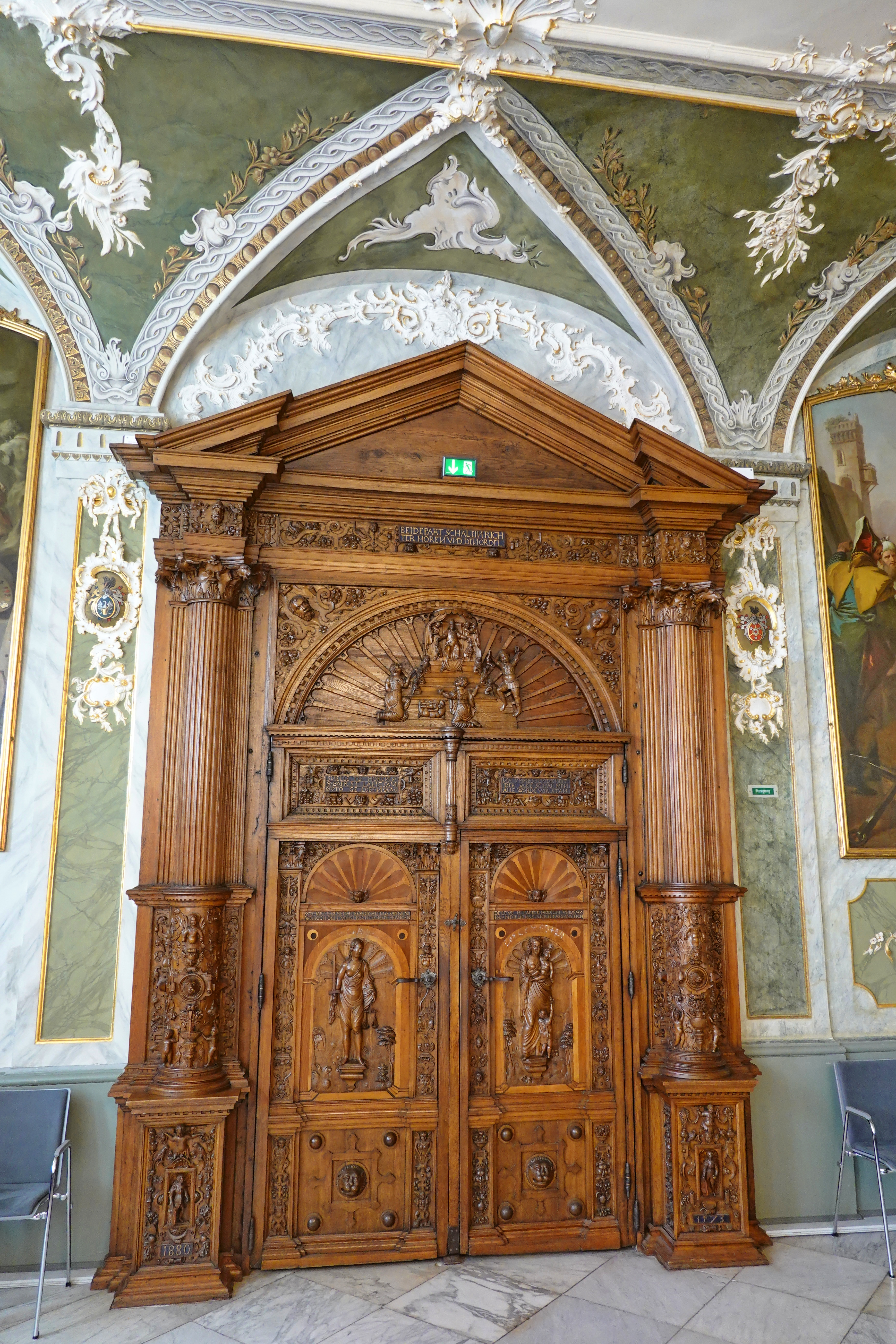
Geschnitztes Renaissanceportal im Audienzsaal des Rathauses.
(Bild ist auf Commons annotiert)

Tönnies Evers der Ältere (* vor 1540; † nach 1580) war ein bekannter Bildschnitzer der Renaissance in Lübeck.
Er ist als Meister des Lübecker Tischleramtes für die Zeit von 1556 bis 1580 nachgewiesen und war Vater von Tönnies Evers d. J. Seine Täfelungen des Ratssaales des Lübecker Rathauses sind bis auf die zweiflüglige Renaissancetür des Audienzsaales nicht mehr erhalten.